# Volcán Vulcano

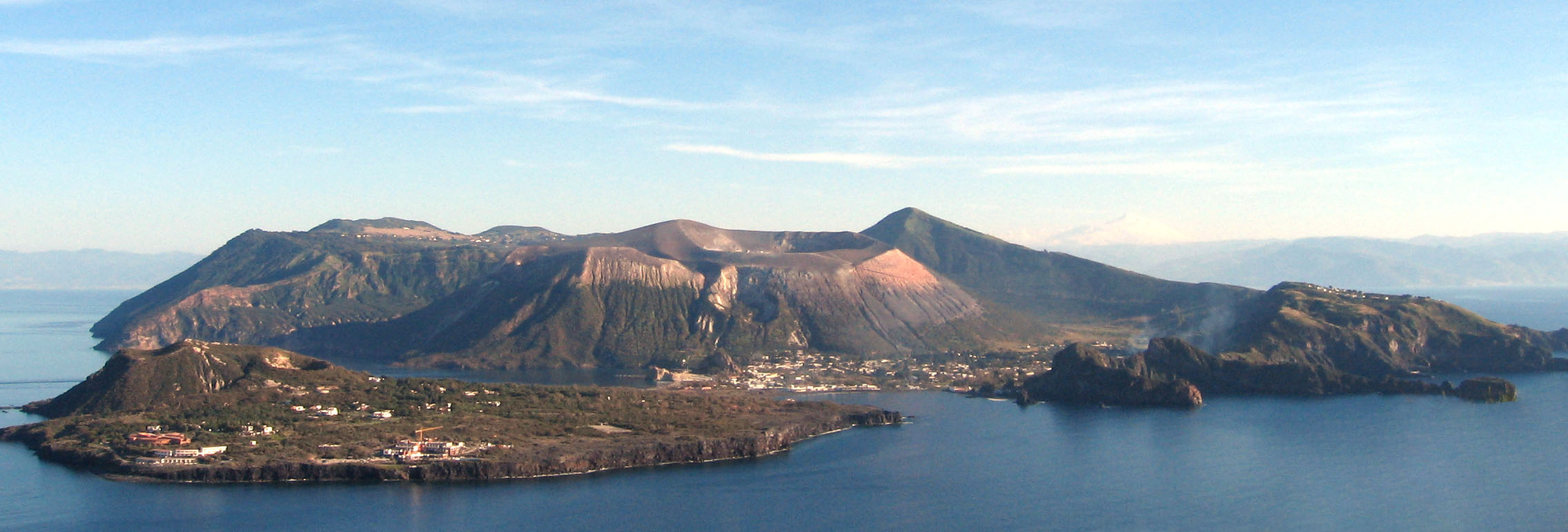
Vista de Vulcano desde le isla de Lipari.

Vulcano (siciliano: Vurcanu) es un volcán en la isla homónima del mar Tirreno, que queda alrededor de 25 km al norte de Sicilia. Esta isla es la más meridional de las Eolias. Es uno de los cuatro volcanes activos no submarinos de Italia.
El nombre romano de la isla Vulcano ha contribuido a la formación de la palabra volcán en la mayoría de las lenguas europeas modernas. La última gran erupción del volcán tuvo lugar en 1888.

## Descripción

Fumarolas en el cráter de Vulcano.

La actividad volcánica de la región se debe, en gran parte, a la deriva hacia el norte de la placa africana en contacto con la placa euroasiática. En el extremo sur de la isla hay viejos conos estratovolcánicos: Areo (500 m), Saraceno (481 m) y Luccia (188 m), que se han derrumbado parcialmente en el Il Piano Caldera. 
El centro que ha estado más activo recientemente es el Gran Cratere en la parte superior del cono la Fossa, habiendo crecido el cono en la Lentia Caldera en el medio de la isla, y ha tenido por lo menos siete grandes erupciones en los últimos seis mil años. 
En el norte de la isla está Vulcanello, de 123 metros de altura, y está conectada con el resto de la misma por un istmo que se inunda con mal tiempo. Surgió del mar durante una erupción en 183 a. C. como un islote separado. Ocasionales erupciones de sus tres conos tanto con  de 1888 a 1890, que depositó alrededor de cinco metros de material piroclástico en la cumbre. El estilo de erupción visto en el cono Fossa se llama erupción vulcaniana, siendo la emisión explosiva de fragmentos piroclásticos de magmas viscosos causados por la alta viscosidad que impide que los gases escapen fácilmente. Esta erupción de Vulcano fue cuidadosamente documentado en su momento por Giuseppe Mercalli. Desde entonces, el volcán está activo y se lo vigila constantemente.

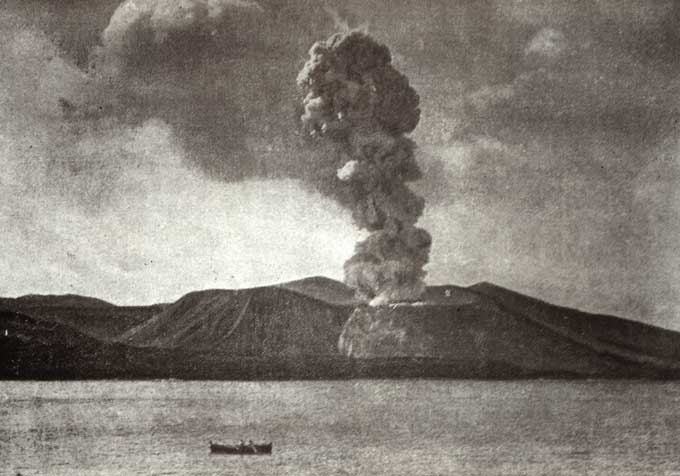
Erupción de 1890

Las fumarolas situadas en varios lugares de la isla prueban que la actividad volcánica no está apagada. Emite particularmente sulfuro de hidrógeno, que forma cristales amarillos a la salida de las bocas.
Es posible hacer la ascensión de Vulcano. La ascensión directa dura una buena hora. Es posible rodear el cráter a pie, pero el acceso a la zona de emisión de fumarolas está muy desaconsejado. Es posible también bajar al fondo del cráter.
Al pie del volcán grandes pilones naturales permiten tomar baños de lodo sulfuroso. Se desaconseja estar demasiado tiempo en estos baños, porque el azufre puede tener influencias nefastas sobre la esterilidad y la fecundidad.
No lejos del volcán se encuentra el llamado "Valle de los Monstruos", que son proyecciones muy viejas de bombas que formaron tortuosas siluetas naturales.